# Ардапы
Ардапы (пол. Ardapy) — деревня в Бартошицком повяте Варминьско-Мазурского воеводства Польши. Входит в состав гмины Бартошице. В 2011 году население деревни составляло 56 человек.

## География
Деревня находится на северо-востоке Польши, в северной части воеводства, на левом берегу реки Лына, на расстоянии примерно 3 километров (по прямой) к западу-юго-западу (WSW) от города Бартошице, административного центра повята. Абсолютная высота — 59 метров над уровнем моря.

## История
До 1945 года деревня называлась Ардаппен и входила в состав германской провинции Восточная Пруссия. В 1939 году в Ардаппене проживало 122 человека. В 1983 году в деревне насчитывалось 15 домов и 89 жителей.